# (5870) Baltimore
(5870) Baltimore (1989 CC1) – planetoida z grupy przecinających orbitę Marsa okrążająca Słońce w ciągu 4,67 lat w średniej odległości 2,79 j.a. Odkryta 11 lutego 1989 roku.